# Kunoichi

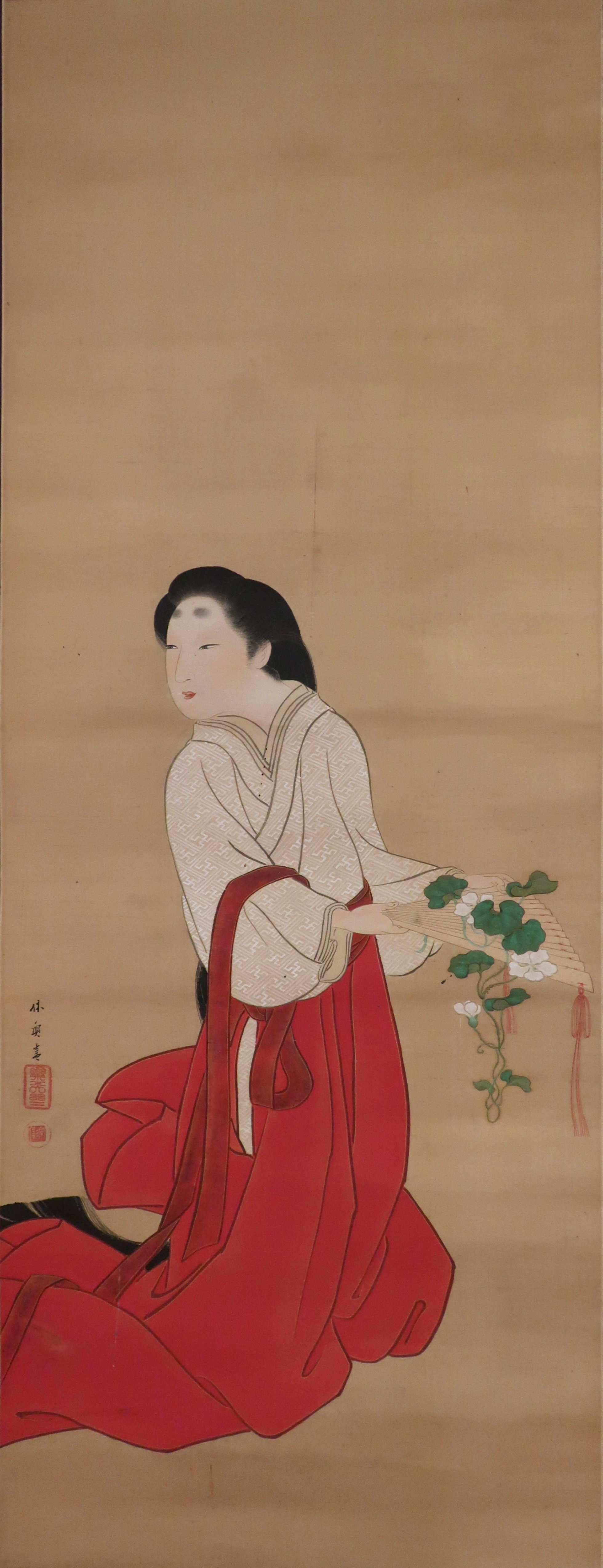
Imagem de uma Miko, um tipo de sacerdotisa japonesa. Supostamente, esse seria um dos disfarces das kunoichis, usado para fins de espionagem e assassinato.

Kunoichi (Em japonês:くノ一, くのいち ou クノイチ) é um termo utilizado para designar uma ninja ou praticante de ninjutsu (ninpo) do sexo feminino. 

## Etimologia

女 se tornaくノ一

Não se sabe ao certo a origem do termo kunoichi. Acredita-se que ele derive do kanji que significa "mulher" (女, onna). Tal kanji, se decomposto em três partes, pode se transformar na palavra kunoichi (くノ一).
No entanto, há ainda a possibilidade de o termo significar "nove mais um". De acordo com Stephen Turnbull, historiador britânico cuja especialidade é a história militar japonesa, essa "é uma frase vulgar para se referir à palavra feminina, porque uma mulher tem dez orifícios em seu corpo em comparação ao homem". Dentro dessa lógica, o corpo masculino teria nove orifícios, enquanto o feminino possuiria esses mesmos nove e mais um, o vaginal. 

## História
Ninjas do sexo feminino são mencionadas em Bansenshukai, um livro japonês do século XVII que compila o conhecimento dos clãs nas regiões de Iga e de Kōga dedicados à formação de ninjas. De acordo com este documento, a principal função das Kunoichi foi espionagem, encontrar funções em serviços nas casas de inimigos, para coletar conhecimentos, ganhar a confiança ou ouvir as conversas. Um exemplo historicamente aceito é Mochizuki Chiyome, uma nobre do século XVI, descendente de ninjas que foi encarregada pelo senhor da guerra, Takeda Shingen, do recrutamento de mulheres para criar uma rede secreta de centenas de espiãs.
A realidade sobre as kunoichi na história é um pouco obscura porque os documentos escritos sobre kunoichis são poucos, o que leva muitos a acreditar que elas não existiram de fato, contudo o fato de os serviços de um ninja serem secretos, aumenta ainda mais esta controvérsia. Mochizuki Chiyome (望月千代女) é a primeira e única kunoichi que solidificou seu nome na história japonesa, mas até mesmo ela tem sua historicidade contestada por alguns pesquisadores. 
Chiyome nasceu em Kouga. Seu marido era Takeda Moritoki (武田盛時),o sobrinho do Daimyo (大名) Takeda Shingen (武田信玄), mas Moritoki foi morto em uma batalha em 156 e Chiyome ficou viúva. Shingen deu a Chiyome a posição de chefe dos ninjas. Ela então passou a recrutar diversas mulheres, prostitutas, garotas abandonadas, órfãs e mulheres rebeldes que haviam perdido seus maridos durante a guerra. 
Para as outras pessoas parecia que a senhora Chiyome estava ajudando estas mulheres dando a elas conhecimento e uma oportunidade para elas mudarem de vida, quando na verdade ela estava recrutando e treinando uma intrínseca rede de kunoichis que eram empregadas na casa dos inimigos do clã Takeda e passavam a atuar como espiãs deixando o clã sempre um passo a frente de seus concorrentes.

## Lista de Kunoichis na cultura pop

### Filmes e séries de TV
- Asuka (飛鳥) do filme Red Shadow
- The Vixens de Uchū Keiji Shaider / VR Troopers
- Haruka / Máscara Amarela de Hikari Sentai Maskman
- Tsuruhime / Ninja White e Flowery Kunoichi Team de Ninja Sentai Kakuranger
- Nanami Nono / HurricaneBlue, Furabijō e Windenu de Ninpū Sentai Hurricaneger
- Shizuka of the Wind de GoGo Sentai Boukenger
- Kei Yamachi / Emiha de Sekai Ninja Sen Jiraiya
- Kunoichi: Lady Ninja , um filme japonês de 1998
- Yori, da série de televisão Kim Possible
- Kunoi Guerra entre galáxias

Quadrinhos e desenhos animados 
- Rose de American dragon
- Myst de My life is teenage robot

### Anime e Mangá
- Sakura Haruno do anime Naruto
- Ino Yamanaka do anime Naruto
- Hinata Hyuuga do anime Naruto
- Tsunade Senju do anime Naruto
- Mahiro do anime Samurai deeper
- Kushina Uzumaki do anime Naruto
- Chiyo Baasama do anime Naruto
- Ayame Sarutobi do anime Gintama